# Intent d'assassinat de Donald Trump
L'intent d'assassinat de Donald Trump va ser un atemptat dut a terme a Butler, Pennsilvània el 13 de juliol de 2024.
El 13 de juliol de 2024, l'expresident dels Estats Units i candidat presidencial Donald Trump va rebre un tret a l'orella dreta mentre es trobava en un míting de campanya per les eleccions presidencials dels Estats Units de 2024 prop de Butler, Pennsilvània. L'autor dels trets va ser Thomas Matthew Crooks, de 20 anys, que va disparar des d'un terrat fora del lloc de la concentració amb un rifle semiautomàtic d'estil AR-15 per disparar vuit trets des d'un terrat a uns 120 metres al nord de l'escenari, abans de ser abatut per un franctirador de l'equip de contraatac del Servei Secret.
Durant l'intent d'assassinat, Crooks va disparar a tres adults assistents a la manifestació, deixant una persona morta, identificada com Corey Comperatore, de 50 anys, i dues greument ferides. És el primer cop que un ex o actual president dels Estats Units resulta ferit en un intent d'assassinat des que el llavors president Ronald Reagan va ser disparat el 1981, i la primera vegada per a un candidat presidencial des de l'intent d'assassinat de George Wallace el 1972.

## Rerefons
Donald Trump era el probable candidat presidencial republicà en les eleccions presidencials de 2024. El tiroteig va ser dos dies abans de l'inici de la Convenció Nacional Republicana a Milwaukee, Wisconsin, el 15 de juliol. Aquest va ser el segon atac contra Trump durant un dels seus actes públics: el primer va ser l'any 2016, quan un home va intentar desarmar un agent de seguretat en un míting polític a Las Vegas.

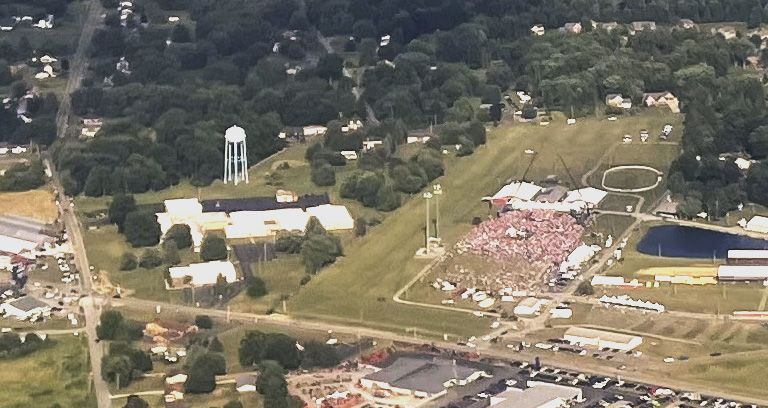
Farm Show Grounds de Butler (a la dreta) el dia de l'acte polític amb l'edifici (a l'esquerra) on el tirador es trobava. La fotografia va ser presa 10 minuts abans dels fets

El 3 de juliol de 2024, es va anunciar que Trump participaria en un míting el 13 de juliol en els Farm Show Grounds de Butler, entre el municipi de Connoquenessing i Meridian, a prop de Butler, Pennsilvània. El 10 de juliol, un equip va començar a preparar l'acte polític, instal·lant també generadors en un gran camp obert. L'acte polític era part dels intents d'arreplegar vots de Pennsilvània en la campanya presidencial de Trump, ja que les enquestes indicaven que es tractava d'un swing state. L'estat té 19 vots en el Col·legi Electoral. El diputat estatunidenc Mike Kelly, del Partit Republicà, va dir que havia contactat amb l'equip de campanya de Trump per recomanar de celebrar el míting en un espai que pogués encabir més gent que els Farm Show Grounds de Butler, però la seva resposta va ser: "Valorem la teva opinió però la decisió ja ha estat presa".
Els assistents als actes de campanya de Trump són escanejats a la recerca d'objectes prohibits, incloses armes. Els serveis secrets examinen i supervisen rutinàriament edificis i comerços propers, així com estructures de fora del perímetre de seguretat. Es van assignar quatre equips anti-franctiradors separats per l'esdeveniment, dos dels serveis secrets i dos de cossos de policials locals. El FBI no disposava de cap informació sobre amenaces particulars abans de l'acte.

## L'atemptat
Thomas Matthew Crooks va agafar el rifle AR-15 del seu pare, comprà 50 cartutxos de munició i una escala i es dirigí al míting, on se'l va veure manipulant un telèmetre. Un membre de l'equip tàctic del BCESU veu Crooks en un terrat, avisa altres serveis de seguretat i el fotografia. Pocs minuts després Donald Trump puja a l'escenari i un oficial de policia intenta pujar al terrat de l'edifici a la recerca de Crooks, alertat per un altre agent, Crooks apunta el seu rifle cap a ell, i l'oficial cau a terra, ferint-se greument el turmell i Crooks immediatament dispara vuit trets i és abatut pel foc de l'equip de franctiradors del servei secret.

## Conseqüències
Thomas Matthew Crooks va matar Corey Comperatore, que era al públic, i va ferir de manera crítica dos altres membres de l'audiència, sent posteriorment abatut pels franctiradors del Servei Secret dels Estats Units.
Kimberly Cheatle, directora dels serveis secrets dels Estats Units d'Amèrica, va dimitir per l'error de seguretat que va permetre l'atemptat contra l'expresident.